# Baigts
Baigts là một xã trong tỉnh Landes ở Aquitaine tây nam nước Pháp

## Biến động dân số
| Năm | 1839  | 1939 | 1962 | 1968 | 1975 | 1982 | 1990 | 1999 | 2006 |
| --- | ----- | ---- | ---- | ---- | ---- | ---- | ---- | ---- | ---- |
| Dân số | 1 015 | 607  | 425  | 407  | 400  | 354  | 350  | 322  | 345  |
| From the year 1962 on: No double counting—residents of multiple communes (e.g. students and military personnel) are counted only once. |       |      |      |      |      |      |      |      |      |